# Bioelectrochemistry
Bioelectrochemistry (abrégé en Bioelectrochemistry) est une revue scientifique à comité de lecture. Ce mensuel publie des articles de recherches originales concernant l'électrochimie des systèmes biologiques.
D'après le Journal Citation Reports, le facteur d'impact de ce journal était de 3,947 en 2012. Actuellement, le directeur de publication est E. Neumann (Université de Bielefeld, Allemagne).

## Histoire
Au cours de son histoire, le journal a changé de nom :
- Bioelectrochemistry and Bioenergetics, 1974-1999  (ISSN 0302-4598)[3]
- Bioelectrochemistry, 2000-en cours  (ISSN 1567-5394)